# Тальпа-де-Альенде (муниципалитет)
Тальпа-де-Альенде (исп. Talpa de Allende) — муниципалитет в Мексике, в штате Халиско, с административным центром в одноимённом городе. Численность населения, по данным переписи 2020 года, составила 14 997 человек.

## Общие сведения
Название муниципалитета составное: Talpa с языка науатль можно перевести как: место на земле, а Allende дано в честь национального героя — Игнасио Альенде.
Площадь муниципалитета равна 1996,4 км², что составляет 2,5 % от общей площади штата, а наиболее высоко расположенное поселение Ла-Кумбре-де-Гуадалупе находится на высоте 2128 метров.
Тальпа-де-Альенде граничит с другими муниципалитетами штата Халиско: на севере с Пуэрто-Вальяртой и Маскотой, на востоке с Атенгильо и Куаутлой, на юге с Томатланом, и на западе с Кабо-Коррьентесом.

## Учреждение и состав
Муниципалитет был образован 27 марта 1824 года, по данным 2020 года в его состав входит 147 населённых пунктов, самые крупные из которых:
| Код INEGI                  | Населённый пункт                                                                                    | Численность населения (2005 год) | Численность населения (2010 год) | Численность населения (2020 год) |
| -------------------------- | --------------------------------------------------------------------------------------------------- | -------------------------------- | -------------------------------- | -------------------------------- |
| 084                        | Всего                                                                                               | 13612                            | 14410                            | 14997                            |
| 0001                       | Тальпа-де-Альенде (исп. Talpa de Allende) 20°22′53″ с. ш. 104°49′05″ з. д. (административный центр) | 8200                             | 8839                             | 10112                            |
| 0144                       | Лос-Окотес (исп. Los Ocotes) 20°25′23″ с. ш. 104°51′03″ з. д.                                       | 592                              | 609                              | 612                              |
| 0033                       | Ла-Каньяда (исп. La Cañada) 20°29′14″ с. ш. 104°52′48″ з. д.                                        | 360                              | 440                              | 452                              |
| 0028                       | Кабос (исп. Cabos) 20°30′14″ с. ш. 104°52′52″ з. д.                                                 | 320                              | 402                              | 388                              |
| 0066                       | Ла-Куэста (исп. La Cuesta) 20°10′52″ с. ш. 104°49′01″ з. д.                                         | 282                              | 320                              | 372                              |
| 0249                       | Лос-Сапотес (исп. Los Zapotes) 20°28′08″ с. ш. 104°50′54″ з. д.                                     | 224                              | 244                              | 270                              |
| —                          | Прочие                                                                                              | 3634                             | 3556                             | 2791                             |
| Названия на карте Генштаба | |                                  |                                  |                                  |

## Экономическая деятельность
По статистическим данным 2000 года, работоспособное население занято по секторам экономики в следующих пропорциях:
- сельское хозяйство, животноводство и рыбная ловля — 37,6 %;
- промышленность и строительство — 21,3 %;
- торговля, сферы услуг и туризма — 38,7 %;
- безработные — 2,4 %.

## Инфраструктура
По статистическим данным 2020 года, инфраструктура развита следующим образом:
- электрификация: 98,2 %;
- водоснабжение: 93,8 %;
- водоотведение: 96,9 %.